# Maxwell (Iowa)
Maxwell ist eine Kleinstadt (mit dem Status „City“) im Story County im US-amerikanischen Bundesstaat Iowa. Im Jahr 2010 hatte Maxwell 920 Einwohner, deren Zahl sich bis 2013 auf 916 leicht verringerte. Das U.S. Census Bureau hat bei der Volkszählung 2020 eine Einwohnerzahl von 859 ermittelt.
Die Stadt ist Bestandteil der Ames Metropolitan Statistical Area, einer Metropolregion, die sich über das gesamte Gebiet des Story County erstreckt.

## Geografie
Maxwell liegt im Zentrum Iowas am östlichen Ufer des Indian Creek, der über den South Skunk River und den Skunk River zum Stromgebiet des Mississippi gehört.
Die geografischen Koordinaten von Maxwell sind 41°53′31″ nördlicher Breite und 93°23′59″ westlicher Länge. Die Stadt erstreckt sich über eine Fläche von 2,87 km² und ist die größte Ortschaft innerhalb der Indian Creek Township.
Nachbarorte von Maxwell sind Colo (22 km nordöstlich), Collins (9 km östlich), Mingo (24,2 km südöstlich), Bondurant (25,8 km südsüdwestlich), Elkhart (20,5 km südwestlich), Cambridge (14,6 km westlich), Huxley (19,7 km in der gleichen Richtung) und Nevada (18,9 km nordnordwestlich).
Die nächstgelegenen größeren Städte sind die Twin Citys (Minneapolis und St. Paul) in Minnesota (370 km nördlich), Rochester in Minnesota (317 km nordnordöstlich), Waterloo (153 km nordöstlich), Cedar Rapids (160 km östlich), Iowas frühere Hauptstadt Iowa City (179 km ostsüdöstlich), Iowas Hauptstadt Des Moines (49,7 km südsüdwestlich), Kansas City in Missouri (360 km in der gleichen Richtung), Nebraskas größte Stadt Omaha (271 km westsüdwestlich), Sioux City (313 km westnordwestlich) und South Dakotas größte Stadt Sioux Falls (455 km nordwestlich).

## Verkehr
Der in Nord-Süd-Richtung verlaufende U.S. Highway 65 führt in 7,5 km Entfernung am östlichen Stadtrand von Maxwell vorbei. Der Iowa Highway 210 führt in West-Ost-Richtung durch das Stadtgebiet von Maxwell. Alle weiteren Straßen sind untergeordnete Landstraßen, teils unbefestigte Fahrwege sowie innerörtliche Verbindungsstraßen.
Durch Maxwell verläuft in West-Ost-Richtung auf der Trasse einer ehemaligen Eisenbahnstrecke mit dem Heart of Iowa Nature Trail ein Rail Trails für Wanderer, Radfahrer und Reiter.
Mit dem Ames Municipal Airport befindet sich 33 km nordwestlich ein kleiner Flugplatz für die Allgemeine Luftfahrt und den Lufttaxiverkehr. Der nächste Verkehrsflughafen ist der 59 km südsüdwestlich gelegene Des Moines International Airport.

## Bevölkerung
Nach der Volkszählung im Jahr 2010 lebten in Maxwell 920 Menschen in 349 Haushalten. Die Bevölkerungsdichte betrug 320,6 Einwohner pro Quadratkilometer. In den 349 Haushalten lebten statistisch je 2,64 Personen.
Ethnisch betrachtet setzte sich die Bevölkerung zusammen aus 98,6 Prozent Weißen, 0,3 Prozent Afroamerikanern, 0,2 Prozent amerikanischen Ureinwohnern sowie 0,4 Prozent Asiaten; 0,4 Prozent stammten von zwei oder mehr Ethnien ab. Unabhängig von der ethnischen Zugehörigkeit waren 0,4 Prozent der Bevölkerung spanischer oder lateinamerikanischer Abstammung.
28,5 Prozent der Bevölkerung waren unter 18 Jahre alt, 59,4 Prozent waren zwischen 18 und 64 und 12,1 Prozent waren 65 Jahre oder älter. 49,1 Prozent der Bevölkerung waren weiblich.
Das mittlere jährliche Einkommen eines Haushalts lag bei 61.944 USD. Das Pro-Kopf-Einkommen betrug 25.835 USD. 5,0 Prozent der Einwohner lebten unterhalb der Armutsgrenze.